# 별꽃아재비속
별꽃아재비속은 국화과의 한 속이다.
하위 종으로 별꽃아재비(Galinsoga parviflora), 털별꽃아재비(Galinsoga quadriradiata), Galinsoga urticifolia가 있다.